# Дълют (Минесота)
Дулут (на английски: Duluth) е град в окръг Сейнт Луис, щата Минесота, САЩ. Дулут е с население от 86 066 жители (по приблизителна оценка от 2017 г.) и обща площ от 87,3 кв. км. Получава статут на град през 1857 г. Кмет му е Дон Нес. Намира се на 214 метра н.в.